# Pseudolopezia longiflora
Pseudolopezia longiflora là một loài thực vật có hoa trong họ Anh thảo chiều. Loài này được (Decne.) Rose miêu tả khoa học đầu tiên năm 1909.